# Opwarming van de Aarde
De opwarming van de Aarde, ook wel klimaatverandering, klimaatopwarming, klimaatontwrichting, klimaatverstoring of de klimaatcrisis genoemd, is de stijging van de wereldtemperatuur sinds de pre-industriële periode. De gemiddelde luchttemperatuur van de atmosfeer van de Aarde op grondhoogte was in de periode van 2014 tot 2023 ongeveer 1,19 °C (1,06–1,30 °C) hoger dan in de periode van 1850 tot 1900. Deze opwarming gaat gepaard met mondiale klimaatveranderingen, zoals veranderingen in de regenvalpatronen en woestijnvorming. Opwarming van de Aarde is een onderdeel van de meer algemene milieuproblematiek.
Onder klimaatwetenschappers is het onomstreden dat de gemiddelde temperatuur op Aarde sinds halverwege de 20e eeuw is toegenomen. Ook over de oorzaak is er consensus: deze trend wordt voornamelijk veroorzaakt door een stijging van de concentratie broeikasgassen in de atmosfeer. Op zijn beurt is dit het gevolg van menselijke activiteiten zoals gebruik van fossiele brandstoffen, ontbossing en bepaalde industriële en agrarische activiteiten. Sinds begin 21e eeuw zijn ook het publiek en politici in meerderheid de mening toegedaan dat er een klimaatprobleem bestaat en dat dit in belangrijke mate het gevolg is van menselijk handelen.
Grote klimaatveranderingen hebben een ontwrichtende werking en hebben eerder geleid tot het uitsterven van soorten, de migratie van populaties en grote veranderingen in het landoppervlak en de oceaancirculatie. De snelheid van de huidige klimaatverandering is hoger dan de meeste eerdere veranderingen, waardoor adaptatie voor de natuur en aanpassing voor de menselijke maatschappij moeilijker is. Daarnaast maakt de toegenomen complexiteit van de menselijke samenleving dat er een toenemend risico is. De huidige klimaatverandering houdt dan ook een aanmerkelijk grotere kans op schade in.
Met name temperatuurstijgingen van meer dan 2 °C brengen grote veranderingen met zich mee voor mens en milieu, onder andere door zeespiegelstijging, toename van droogte- en hitteperioden, extreme neerslag en afname van biodiversiteit. Een temperatuurstijging van 2 °C heeft waarschijnlijk veel verstrekkender en minder voorspelbare gevolgen dan een stijging van 1,5 °C.
Er zijn verschillende maatregelen mogelijk om de schade door klimaatverandering te minimaliseren. Aan de ene kant is het mogelijk de oorzaak aan te pakken (mitigatie): minder broeikasgassen uitstoten door het energiegebruik te verduurzamen en natuurgebieden beter te beschermen. Aan de andere kant zullen maatschappijen zich moeten aanpassen (adaptatie) door bijvoorbeeld dijken te verstevigen en beter aangepaste gewassen te verbouwen. In het akkoord van Parijs van december 2015 werd afgesproken de opwarming van de Aarde te beperken tot ruim onder 2 °C, maar bij voorkeur tot maximaal 1,5 °C. Tevens is in dit verdrag afgesproken dat er geld vrijkomt om armere landen te helpen met nodige aanpassingen.

## Terminologie
Opwarming van de aarde, klimaatverandering en klimaatcrisis worden dikwijls door elkaar gebruikt. Strikt genomen verwijst de opwarming van de aarde louter naar de toename van de gemiddelde oppervlaktetemperatuur, omvat klimaatverandering alle veranderingen in het weer en klimaat als gevolg van deze temperatuursstijging en omvat klimaatcrisis naast de opwarming en klimaatveranderingen ook de negatieve gevolgen voor de mensheid. Daarnaast benadrukt het woord klimaatcrisis de urgentie om maatregelen te nemen en de omvang van de schade op mens en natuur. Als laatste kan klimaatverandering ook worden gebruikt voor elke verandering in het klimaat in het geologische verleden.

## Observaties
Er is een groot aantal onafhankelijke observaties vanuit verschillende wetenschapsgebieden, zoals de meteorologie, glaciologie, oceanografie en biologie, waaruit blijkt dat de Aarde opwarmt.
Uit de meteorologie blijkt dat de temperaturen boven land en boven de oceanen, gecorrigeerd voor effecten zoals het hitte-eilandeffect, systematisch oplopen. De gemiddelde oppervlaktetemperatuur was in de periode 2014-2023 1,19 °C (1,06–1,30 °C) hoger dan in de periode 1850–1900. De opwarming is sterker boven land (ongeveer 1,81 °C) dan boven de oceanen. Uit analyse van vele gletsjers volgt dezelfde historische opwarmingskromme van de Aarde als uit directe temperatuurmetingen. Er is opwarming waargenomen in alle lagen van de oceaan.
Enkele extreme weersomstandigheden komen vaker voor. Zo zijn er gemiddeld meer uitzonderlijk warme dagen en minder uitzonderlijk koude dagen en is het aantal hittegolven toegenomen. Ook in de oceaan zijn er meer hittegolven. Metingen in het Noordpoolgebied laten zien dat de temperaturen boven het wereldwijd gemiddelde liggen. Een afname van het drijfijs in de Noordelijke IJszee is het gevolg. Het is zeer waarschijnlijk dat menselijke activiteiten hiervan de hoofdoorzaak zijn. Zware regenval is over de hele wereld toegenomen in frequentie en intensiteit.
Andere aanwijzingen zijn de (gedeeltelijke) afsmelting en terugtrekking van de meeste gletsjers, het afsmelten van landijs bij de Zuidpool, het zee-ijs rond de Noordpool en van de ijskap op Groenland en de stijging van de zeespiegel. Ook neemt men verzuring van de oceanen waar: de pH van water is met 0,1 afgenomen door toename van CO2 sinds het begin van de industriële revolutie, wat overeenkomt met een toename van 26% in waterstofionenconcentratie. De lente begint gemiddeld vroeger en het groeiseizoen van zowel flora als fauna is langer. De boomgrens in gebergten is verschoven naar grotere hoogten, leefgebieden van flora en fauna zijn verschoven naar hoger gelegen gebieden en gebieden op een hogere breedtegraad, dichter bij de polen.
Daarnaast wordt er een energieonbalans in de buitenste laag van de atmosfeer gemeten: er komt meer (stralings)energie binnen dan er wordt uitgezonden naar de ruimte. Dit energieoverschot wordt voor het grootste deel omgezet in warmte.
Natuurlijke fluctuaties in temperaturen kunnen de achtergrondopwarming versterken of juist maskeren. De mogelijk vertraagde opwarming tussen 2000 en 2012 is hier een voorbeeld van. Deze vertraging was echter niet alleen het gevolg van interne fluctuaties, maar ook van een verminderde externe forcering. Deze periode kenmerkte zich door minder zonnestraling en verhoogde vulkanische activiteit. Deeltjes uitgestoten bij vulkaanuitbarstingen houden zonlicht tegen.

### Vergelijking met natuurlijke klimaatverandering

Temperatuur van de afgelopen 2000 jaar, zoals geschat uit verschillende proxies

De temperatuur op Aarde wordt sinds halverwege de 19e eeuw systematisch gemeten. Uit de hieruit verkregen gegevens is gebleken dat de temperatuur op Aarde sinds 1880 significant stijgt. Vóór 1850 werden directe temperatuurmetingen niet systematisch uitgevoerd; vanwege het gebrek aan technische hulpmiddelen en de beperkte geografische spreiding worden deze metingen dan ook beschouwd als onnauwkeurig. Historische temperaturen worden daarom in kaart gebracht door inventarisatie van secundaire effecten zoals de jaarringen van bomen, de ontwikkeling van koraal en de resten van gassen in ijs op Antarctica. Deze afgeleide metingen, proxies genoemd, zijn minder nauwkeurig dan de moderne temperatuurmetingen, maar laten zien dat de mondiale temperatuur ongekend hoog was gedurende de late 20e eeuw en aan het begin van de 21e eeuw in vergelijking met ten minste de laatste 2000 jaar (zie bijbehorende grafiek). Ook uitgesproken veranderingen in deze periode, zoals smeltende ijskappen en de terugtrekking van gletsjers over de hele wereld, verlopen in een ongekend tempo in vergelijking met ten minste de laatste 2000 jaar.
Op een schaal van tienduizenden jaren zijn er cycli van glacialen waar te nemen. Glacialen zijn relatief korte koude periodes binnen een ijstijdvak, die zich gemiddeld eens in de 10.000 tot 30.000 jaar voordoen. Gedurende een glaciaal is het gemiddeld zo'n 5 tot 8 graden kouder dan in een interglaciaal en is de CO2-concentratie substantieel lager (zie bijbehorende grafiek). Het laatste glaciaal eindigde ruwweg 10.000 jaar geleden. Wanneer men nog verder terugkijkt in het verleden, valt te constateren dat de gemiddelde temperatuur op Aarde zowel substantieel lager als substantieel hoger is geweest dan nu.

## Oorzaken
Het IPCC concludeerde in zijn vierde rapport uit 2007, dat de opwarming van de Aarde "onmiskenbaar" aan de gang was. Het werd "zeer waarschijnlijk" geacht dat de dominante oorzaak menselijk handelen was. In opvolgende rapporten was het IPCC steeds stelliger over de mens als veroorzaker. In het zesde rapport schrijft het panel:

It is unequivocal that human influence has warmed the atmosphere, ocean and land. Widespread and rapid
changes in the atmosphere, ocean, cryosphere and biosphere have occurred.
(Het is onmiskenbaar dat menselijke invloed de atmosfeer, de oceaan en het land heeft verwarmd. Er hebben wijdverbreide en snelle veranderingen in de atmosfeer, de oceaan, de cryosfeer en de biosfeer plaatsgevonden.)
— Werkgroep I van het 6e IPCC-rapport (2021)

Broeikasgassen hebben voor opwarming gezorgd, voornamelijk CO2 en methaan. Roet en deeltjes (aerosolen) hebben juist een verkoelend effect gehad. Het effect van veranderingen in zonne-straling en klimaatfluctuaties is klein, en kan zowel licht positief als licht negatief geweest zijn. Het effect van de broeikasgassen is echter zo groot dat het alle andere factoren die nu het klimaat beïnvloeden overschaduwt.

### Invloed van de mens

##### Versterkt broeikaseffect

Toename CO_{2} in de aardatmosfeer. Deze grafiek staat bekend als de Keelingcurve.

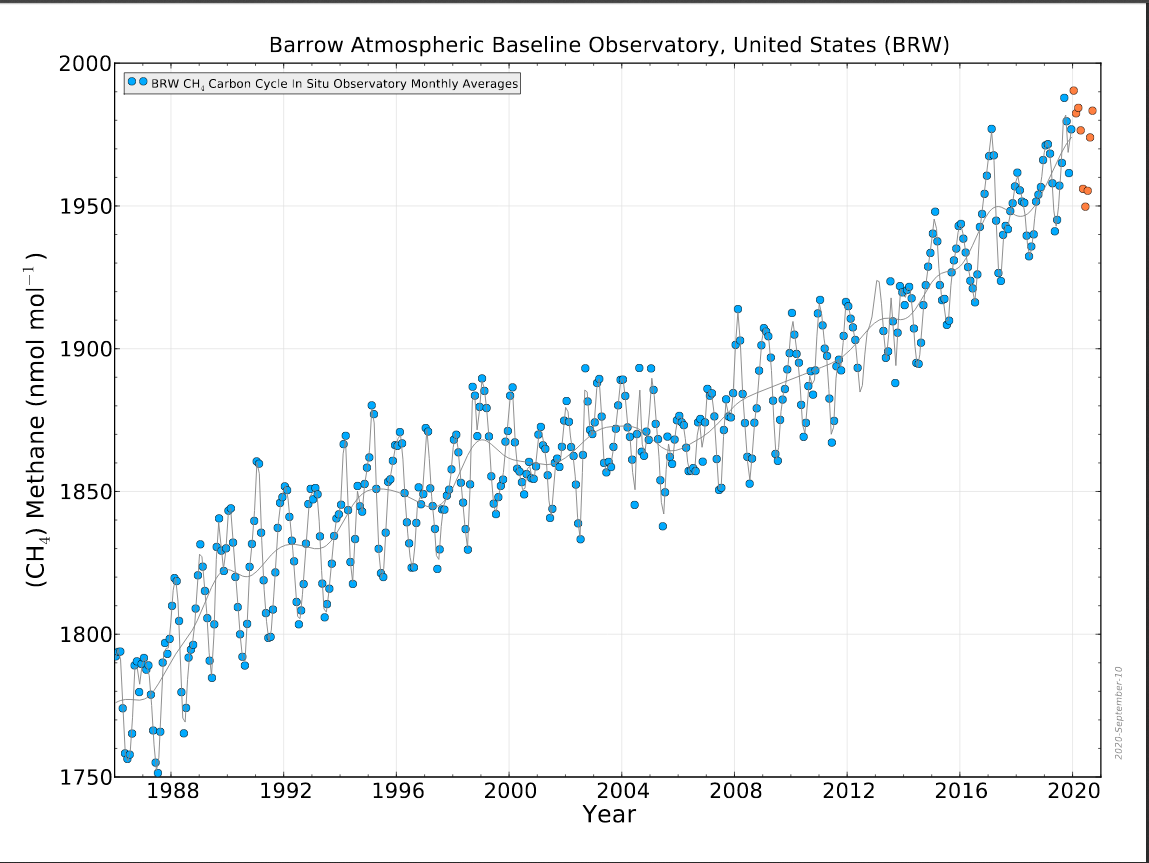
Toename CH_{4} in de aardatmosfeer.

De opwarming van de aarde is het gevolg van versterkt broeikaseffect veroorzaakt door broeikasgassen, waarvan de uitstoot sinds de industriële revolutie sterk is toegenomen. Broeikasgasemissies (gemeten in CO2-equivalenten) stegen in de periode tussen 2000 en 2010 gemiddeld 2,2% per jaar, vergeleken met 1,3% per jaar in de periode 1970–2000.
Voorbeelden van broeikasgassen zijn waterdamp, kooldioxide (CO2), methaan (CH4), lachgas (N2O) en cfk's. Deze broeikasgassen absorberen de warmtestraling van de Aarde en zenden die deels weer terug naar het aardoppervlak, in plaats van deze door te laten richting de stratosfeer, waardoor de Aarde meer energie vasthoudt. Dit komt overeen met metingen dat er meer energie de Aarde bereikt dan ze verlaat. Deze onbalans wordt ook wel een positieve stralingsforcering genoemd en draagt bij aan de opwarming van de Aarde. Als gevolg van dit versterkte broeikaseffect worden de lagere atmosfeer en het aardoppervlak warmer en de stratosfeer kouder. De concentraties broeikasgassen in de atmosfeer zijn de hoogste in minstens 800.000 jaar.
De toename van broeikasgassen is grotendeels het gevolg van menselijk handelen: verbranding van fossiele brandstoffen (inclusief de onbedoelde kolenbranden), productie van cement. Ook landbouw, veeteelt en verandering van landgebruik (voornamelijk ontbossing) dragen bij aan de verhoging van de concentraties broeikasgassen.
Van de belangrijkste door de mens uitgestoten broeikasgassen blijft CO2 ook op lange termijn de grootste invloed hebben. Het merendeel wordt binnen enkele honderden jaren opgenomen door de oceanen en de biosfeer, echter ruwweg een kwart kan slechts uit de atmosfeer verdwijnen door een aantal geologische processen, zoals verwering van gesteentes op Aarde en het begraven raken van sedimenten. Dit zijn processen die zich voltrekken op een tijdsschaal van tienduizenden jaren.
De mogelijkheid van een broeikaseffect is voor het eerst geopperd in het begin van de 19e eeuw en vanaf 1950 ontdekte men dat dit effect problemen zou kunnen veroorzaken. In 1979 kwam men met een schatting over wat er gebeurt met de temperatuur van het Aardoppervlak wanneer de CO2-concentratie zich zou verdubbelen. Men kwam uit op een stijging van 3,0 ± 1,5 °C, wat redelijk goed overeenkomt met huidige schattingen. Dit getal wordt de klimaatgevoeligheid genoemd.

##### Roet en deeltjes
Een andere antropogene factor die invloed heeft op het klimaat is de uitstoot van aerosolen. Dit zijn colloïdale deeltjes vaste stof of vloeistof in de lucht. Netto hebben deze deeltjes een afkoelend effect door verhoogde reflectie in de atmosfeer. Fijnstof en roet zijn voorbeelden van aerosolen uitgestoten door mensen. Aerosolen hebben een direct en indirect effect op het klimaat. Door hun reflecterende eigenschappen verhogen ze het vermogen van de atmosfeer om straling te weerkaatsen, ook wel de albedo genoemd. Dit leidt tot afkoeling. Daarnaast zijn sommige aerosolen condensatiekernen, zoals sulfaten, en zorgen ze voor verhoogde wolkvorming die ook langer kan aanhouden. De onzekerheid over beide effecten is substantieel zoals ook kan worden gezien in de grafiek over stralingsforcering. Door de korte levensduur van aerosolen in de atmosfeer zijn aerosolen niet homogeen verspreid over de atmosfeer: er zijn grote lokale verschillen.
Roet zorgt juist voor een afname van de albedo en daarmee opwarming, met name indien het terechtkomt op sneeuw.
De meeste deeltjes die onder deze categorie vallen, zijn na enkele weken tot enkele jaren weer uit de atmosfeer verdwenen. Hoe hoger de deeltjes zich in de atmosfeer bevinden, hoe langer het duurt voordat ze neerslaan.

##### Vervuiling door oorlogsvoering
Oorlogsvoering heeft een negatieve invloed op het klimaat: de vervuiling door explosieven, de uitstoot van raketten, gevechtsvliegtuigen en ander oorlogstuig, de wereldwijde productie van oorlogsmateriaal …

### Invloed van de natuur
Natuurlijke fluctuaties, in bijvoorbeeld de zonneactiviteit, kunnen de opwarming van de Aarde sinds 1900 niet verklaren. Wanneer een grotere stralingsintensiteit van de Zon de belangrijkste aandrijver van de huidige temperatuurstijging zou zijn, zou zowel opwarming van de lage atmosfeer (de troposfeer) als de hogere atmosfeer (de stratosfeer) verwacht worden; er wordt echter alleen een stijging waargenomen in de troposfeer. Dit patroon van opwarming is wel wat men verwacht bij een opwarming veroorzaakt door broeikasgassen.
Sinds 1950 is het aantal zonnevlekken redelijk constant, en hoger dan in de twee eeuwen daarvoor. Deze zonnevlekken zijn een goede indicatie van de stralingsintensiteit van de Zon. Ook directe metingen, die sinds 1978 gedaan worden, geven aan dat de stralingsintensiteit van de Zon niet is toegenomen, en dat toegenomen stralingsintensiteit dus geen verklaring kan zijn van de versnelde opwarming sindsdien.
Overige natuurlijke bijdragen aan temperatuurschommelingen, zoals de uitstoot van aerosolen door vulkanisme en de cycli van Milanković werken voornamelijk op andere tijdschalen dan de opwarming van de Aarde. Hevige vulkaanuitbarstingen kunnen voor een afkoeling van de Aarde zorgen doordat aerosolen in de stratosfeer terechtkomen en zonlicht blokkeren. Deze aerosolen bevinden zich na de uitbarsting maximaal een paar jaar in de atmosfeer. De stand van de Aarde ten opzichte van de Zon varieert langzaam, wat over het algemeen een trage verandering van aardse temperaturen veroorzaakt. De emissies van CO2 door vulkanen zijn veel lager dan emissies veroorzaakt door mensen.

## Terugkoppelingen

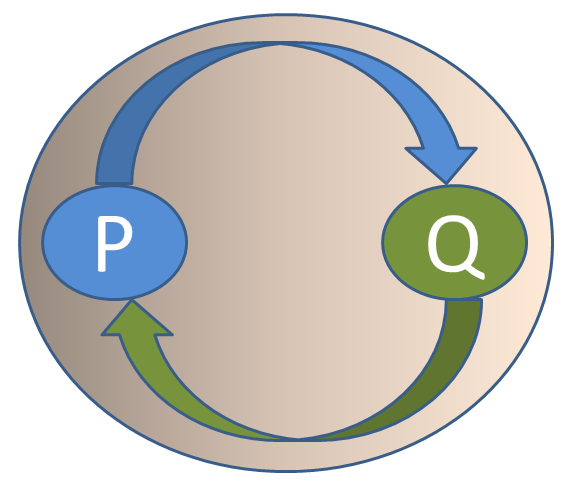
Een simpel diagram van een terugkoppeling. P heeft invloed op Q, en Q invloed op P. Een verandering in P kan zo indirect worden versterkt (positieve terugkoppeling) of verzwakt (negatieve terugkoppeling).

Het klimaatsysteem kent een aantal terugkoppelingen. Een positieve terugkoppeling, of meekoppeling, versterkt de initiële opwarming. Een negatieve terugkoppeling, of tegenkoppeling, zorgt ervoor dat de initiële opwarming lager wordt. De concentratie broeikasgassen gecombineerd met het netto-effect van de terugkoppelingen bepaalt de klimaatgevoeligheid: de temperatuurverandering op Aarde door een verdubbeling in de concentraties broeikasgassen.
De sterkste terugkoppeling is de waterdampterugkoppeling: dit is een positieve terugkoppeling. Voor elke graad temperatuurstijging kan lucht ongeveer 7% meer waterdamp bevatten. Het versterkte broeikaseffect door waterdamp is sterker dan de directe invloed van CO2. Een andere positieve terugkoppeling is het smelten van sneeuw en ijs bij hogere temperaturen. Hierdoor neemt de albedo van de Aarde af, met als gevolg dat er minder zonnestraling gereflecteerd wordt.
Veranderingen in de wolkenbedekking van de Aarde leiden waarschijnlijk tot een versnelde opwarming. Wolken hebben een dubbel effect op de energiebalans van de Aarde. Aan de ene kant zorgen ze ervoor dat de albedo van de Aarde toeneemt en er meer licht wordt teruggekaatst naar de ruimte. Aan de andere kant zorgen ze ervoor dat warmte minder makkelijk kan ontsnappen. Hoe sterk beide effecten zijn hangt af van het type wolk en de hoogte van de wolken. De grootte van het effect is zeer onzeker (zie bijbehorende grafiek).
Een belangrijke afkoelend effect komt voort uit de wet van Stefan-Boltzmann: bij een stijgende temperatuur zendt de Aarde meer straling uit. Op het moment nemen de oceanen en biomassa op het land grote hoeveelheden CO2 op. Er zijn aanwijzingen dat de reservoirs minder koolstof op gaan nemen bij hogere temperaturen en wanneer ze verder verzadigd raken, met als gevolg dat een groter percentage van de nieuwe uitstoot in de atmosfeer achterblijft. Dit is een verdere positieve terugkoppeling.

## Klimaatmodellen

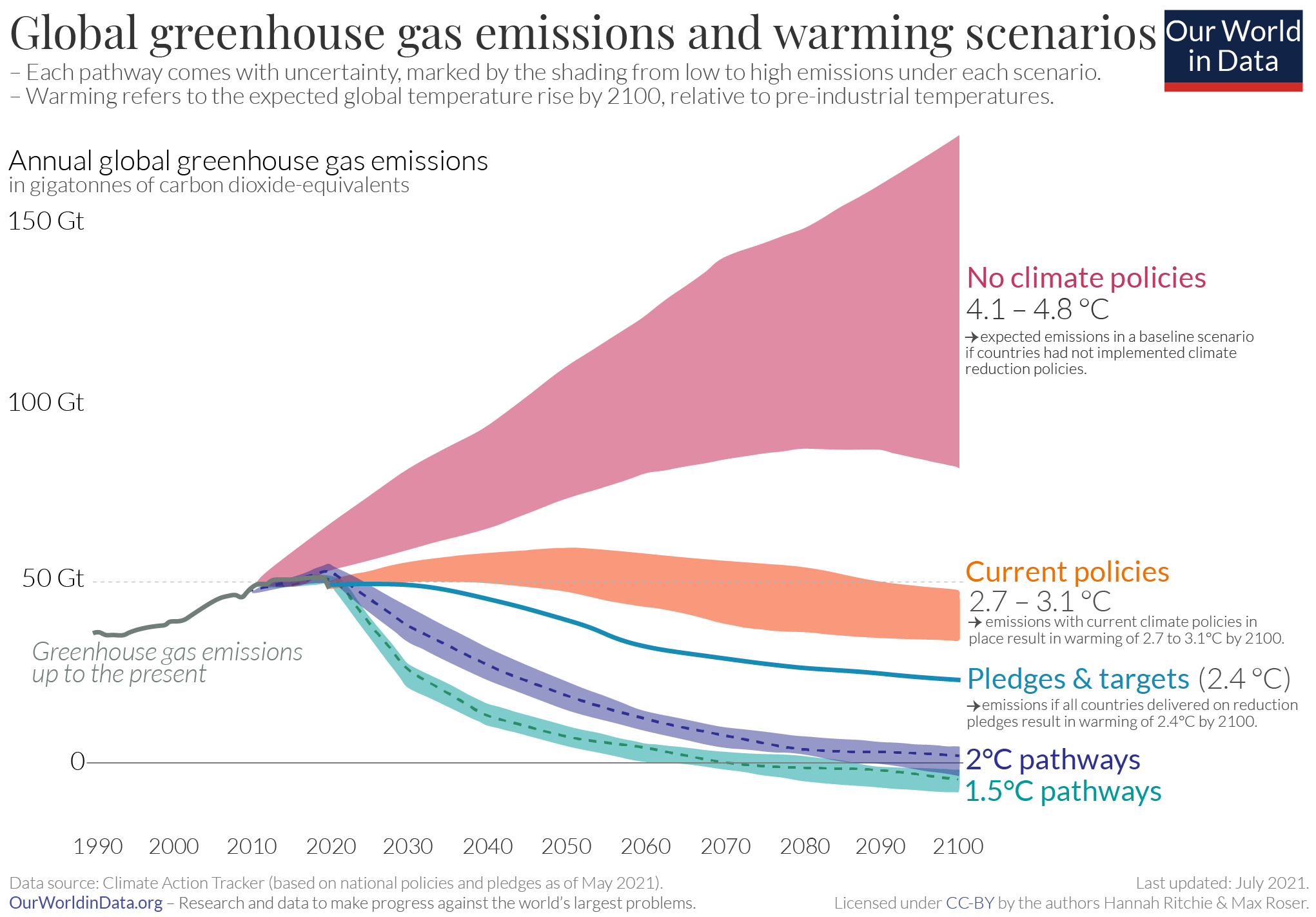
Potentiële toekomstscenario's van wereldwijde broeikasgasemissies. Zelfs als alle landen hun huidige beloften nakomen die zijn vastgelegd in het klimaatakkoord van Parijs, zal de gemiddelde opwarming tegen 2100 veel verder gaan dan de doelstelling van het Akkoord van Parijs om de opwarming "ruim onder de 2 °C" te houden.

Het Intergovernmental Panel on Climate Change (IPCC) heeft verschillende modelberekeningen geëvalueerd. Klimaatmodellen die behalve natuurlijke processen, zoals de variabele instraling van zonlicht, ook de effecten van de toegenomen concentraties broeikasgassen en aerosolen in de atmosfeer op het klimaat betrekken, geven een temperatuurstijging aan op termijnen van tientallen tot honderden jaren. Gebaseerd op deze modellen verwacht het IPCC voor de komende twee decennia een temperatuurstijging van ongeveer 0,2 °C per decennium, in alle onderzochte emissiescenario's. Zelfs als de concentraties broeikasgassen en aerosolen gelijk gebleven waren aan de niveaus van 2000, zou de temperatuur toenemen met ongeveer 0,1 °C per decennium. Bij deze kortetermijnverwachtingen worden een aantal aannames gedaan: variaties in zonnesterkte, vulkaanuitbarstingen en interne variabiliteit zorgen voor kortstondige extra afkoeling of opwarming.
Na 2030 lopen de temperatuurprojecties verder uiteen, afhankelijk van de hoeveelheid broeikasgasemissies. Bij een scenario waar zeer vergaande mitigatie plaatsvindt komt de temperatuurstijging ten opzichte van de pre-industriële waarden in 2100 gemiddeld uit op 1,4 °C (1,0–1,8 °C). Bij een scenario met ambitieuze mitigatie wordt de opwarming geschat op 1,8 °C (1,3–2,4 °C). Als het huidige beleid niet verder wordt aangescherpt, komt de opwarming rond de drie graden uit. Zonder klimaatbeleid zou de opwarming tot 5 °C boven industrieel niveau gekomen kunnen zijn in 2100.
Dankzij modelberekeningen weet men dat het patroon van opwarming anders is wanneer opwarming door broeikasgassen wordt veroorzaakt dan als het wordt veroorzaakt door vulkanen of zonnestraling. Een zo een uniek patroon is het kouder worden van de stratosfeer door broeikasgassen. Een ander patroon het verschil tussen zomer en winter, dat groter wordt als klimaatverandering door een toename van broeikasgassen komt. Onderzoek naar deze patronen is een sterk bewijs van menselijke invloed op het klimaat.
De grootste onzekerheid bij het opstellen van klimaatmodellen is de dynamica van bewolking, die voor een belangrijk deel verantwoordelijk is voor de grote spreiding in uitkomsten tussen modellen. Andere punten van verbetering zijn de simulatie van de waterkringloop en de koolstofcyclus op de lange termijn.
Een aantal belangrijke factoren die op een tijdsschaal van millennia het klimaat bepalen zijn de afstand van de Aarde tot de zon en de hoek die de rotatieas van de Aarde maakt met het vlak waarin de Aarde om de Zon draait. Dit zijn mechanismes die afzonderlijk slechts kleine temperatuurschommelingen teweeg kunnen brengen, maar door positieve terugkoppelingen een groot effect op het klimaat kunnen hebben. In de jaren zeventig van de 20e eeuw waren enkele wetenschappers ervan overtuigd dat er een volgende ijstijd naderde, maar de meerderheid voorspelde toen al een netto opwarming.

## Gevolgen

### Klimatologische veranderingen
Wanneer de temperatuur stijgt, neemt ook de verdamping van warm (zee)water toe, wat mondiaal gezien leidt tot meer neerslag. Bij de polen en in hoger gelegen gebieden valt die neerslag in de vorm van sneeuw, hetgeen de krimp van de ijskappen weer afremt. Er zijn grote regionale verschillen in de effecten op de hoeveelheid neerslag: op sommige plaatsen zal het juist minder gaan regenen. Ook is het mogelijk dat de toename in verdamping van water groter is dan de neerslagtoename. Op een aantal plaatsen kan klimaatverandering leiden tot meer droogte, met als mogelijke gevolg meer kans op bosbranden en woestijnvorming. De kracht van de Golfstroom zal waarschijnlijk geleidelijk afnemen door zoet water van smeltende ijskappen. Dit kan in een uiterst geval juist een daling van de gemiddelde temperatuur voor West-Europa betekenen. Het precieze verloop hiervan is echter allerminst zeker en de scenario's hierover geven dan ook verschillende uitkomsten. Het KNMI verwacht geen grote effecten op de Golfstroom voor 2100, en geen afnemende temperaturen. Men verwacht over het algemeen wel een toename van extreme weersomstandigheden. Hoewel het onzeker is of temperatuurstijging ervoor zorgt dat orkanen vaker gaan voorkomen, blijkt uit simulaties en theoretische overwegingen wel consistent dat de intensiteit van tropische orkanen toeneemt in een warmere wereld.
Zelfs zonder verdere stijging van de gemiddelde temperatuur zal het smelten van gletsjers, kleine ijskappen, het (land)ijs op Antarctica en Groenland doorzetten, waardoor het zeeniveau stijgt. Een bijkomend gevolg van het smelten van ijs is een afname van de albedo, het vermogen van het oppervlak om zonlicht te weerkaatsen. Minder ijs betekent minder weerkaatsing en dus meer absorptie van zonlicht, met als gevolg een verdere toename van de temperatuurstijging. Dat draagt er in belangrijke mate toe bij dat de relatieve temperatuurstijging aan de polen het hoogst is. Ten opzichte van 2000 stijgt het zeeniveau in 2030 zeer waarschijnlijk tussen de 9 en 18 cm, tussen de 15 en 38 cm in 2050 en tussen de 30 en 130 cm in 2100. In het geval uitstoot van broeikasgassen hoog blijft, is een stijging van 2,4 m in 2100 niet uit te sluiten. Ter vergelijking, de zeespiegel steeg 1 à 2 millimeter per jaar over de 20e eeuw en 3 millimeter per jaar sinds 1992. De stijging van de zeespiegel heeft twee componenten: er komt smeltwater vanuit de ijskappen en de gletsjers in de oceaan terecht en het zeewater wordt warmer en zet daardoor uit.

### Veranderingen in het ecosysteem
De voorgenoemde veranderingen leiden tot aantasting van ecosystemen: klimaatverandering gaat samen met de verschuiving van klimaatzones naar hoger gelegen gebieden en richting de polen. Soorten die in koudere gebieden beter gedijen nemen in aantal af bij opwarming en soorten die warmere klimaten prefereren nemen in aantal toe. Wanneer de migratiesnelheid van soorten kleiner is dan de snelheid waarin de opwarming van de Aarde zich voltrekt, kunnen soorten zich niet goed aanpassen aan de veranderingen. Biomen, specifieke geografische gebieden met karakteristieke soorten, veranderen van plaats of van grootte. Een groot deel van zowel soorten die op land leven als in het water, heeft een grotere kans op uitsterven, zeker wanneer de effecten van opwarming worden gecombineerd met andere impacts zoals habitatveranderingen, overexploitatie, vervuiling en invasieve soorten. Koraalriffen zijn erg gevoelig voor stijgende temperaturen en zeewaterverzuring als gevolg van de toename van CO2 en dreigen op grote schaal af te sterven. Bij een temperatuurstijging van 2 °C sterven ze bijna volledig uit, maar als we de temperatuurstijging tot 1,5 °C beperkt houden, blijft een klein deel van het koraalrif behouden.

### Kantelpunten en abrupte klimaatverandering

De kantelelementen in het klimaat, volgens T.M. Lenton (2008)

Wetenschappers waarschuwen ervoor dat belangrijke onderdelen van het aardsysteem zoals het Amazoneregenwoud of de Noordelijke IJszee in de nabije toekomst een kritieke drempel kunnen overschrijden: dergelijke kantelpunten of tipping points zouden dan leiden tot abrupte en onomkeerbare veranderingen in het klimaat van de Aarde.
Enkele grote veranderingen in het klimaatsysteem zouden abrupt plaats kunnen vinden. Een voorbeeld hiervan is het ontsnappen van methaan uit permafrost of methaanhydraten uit de oceaan, wat als positieve terugkoppeling de temperatuurstijging zal versterken. Over het algemeen is er nog veel onduidelijk over de onderliggende mechanismes die tot abrupte klimaatverandering kunnen leiden. De waarschijnlijkheid van abrupte veranderingen lijkt klein te zijn. Bij sterkere opwarming is er een grotere kans op abrupte veranderingen.

### Maatschappelijke gevolgen

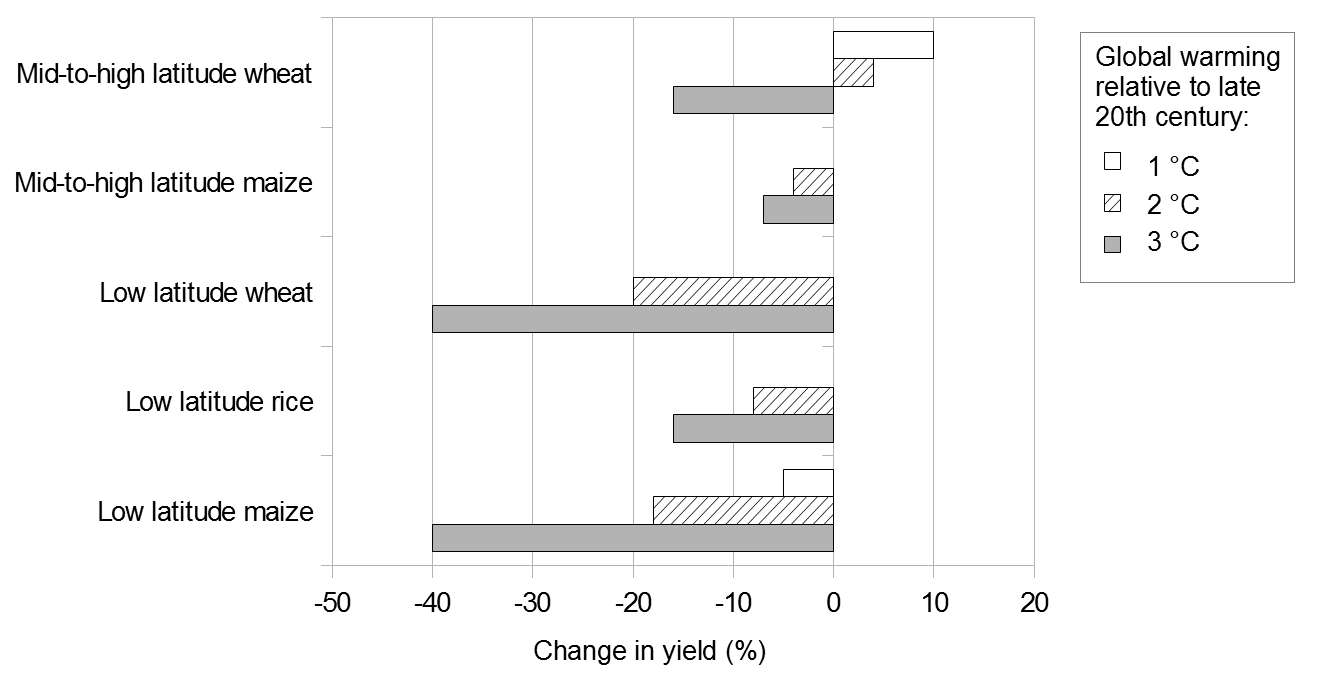
De productie van graan, mais en rijst wordt beïnvloed door de opwarming van de Aarde. Enkel voor midden- en hoge hoogtegraad neemt de oogst van graan bij geringe temperatuurstijgingen (1 of 2 °C) mogelijk toe, maar niet bij meer dan twee graden. Bij lage hoogtegraden van graan of bij mais of rijst in het algemeen neemt de opbrengst af bij elke temperatuurstijging.

De opwarming van de Aarde heeft voor miljoenen mensen negatieve gevolgen. Te denken valt o.a. aan overstromingen in kustgebieden en nabij rivieren, vermindering in de beschikbaarheid van drinkwater, toegenomen ondervoeding en impacts op de gezondheid. Bij gebrek aan significante maatregelen, zullen delen van de aarde waarschijnlijk onbewoonbaar worden en andere delen vreselijk onherbergzaam tegen het einde van deze eeuw. Miami, de kustgebieden van Bangladesh en andere laaggelegen kustgebieden kunnen deze eeuw verloren gaan. Steden als Karachi en Calcutta dreigen onbewoonbaar te worden zijn door jaarlijks weerkerende hittegolven.
Hoewel de temperatuur zoals gezegd het snelst stijgt op de polen vanwege de verandering van de albedo, zijn dat de ecologische en sociale gevolgen het grootst in de tropen. Deze gebieden kennen van nature namelijk weinig klimaatvariatie tussen de seizoenen onderling, en krijgen daardoor te maken met een relatief grote temperatuurstijging. Bovendien bevinden veel ontwikkelingslanden zich in deze gebieden, waardoor adaptatie moeilijk betaalbaar is.
Schattingen van de wereldwijde impact van klimaatverandering op de economische groei lopen ver uiteen. Een aantal studies laat zien dat klimaatverandering nu al een negatief effect heeft op mondiale groeicijfers. Economische schade zal lager zijn bij 1,5 °C dan bij 2 °C. Landen in Azië en Afrika worden economisch het hardst geraakt door de negatieve gevolgen van klimaatverandering, voornamelijk als gevolg van hittestress en lagere landbouwproductiviteit. Ook armere regio's worden harder getroffen dan rijkere regio's. Bij het besluiten over economisch beleid moet er een afweging gemaakt worden tussen de negatieve gevolgen van klimaatverandering, de investeringskosten voor mitigatie en secundaire effecten, zoals verminderde luchtvervuiling.
De landbouwproductiviteit gaat veranderen: een afname wordt verwacht in gebieden waar droogte door klimaatverandering toeneemt, zoals in het Midden-Oosten en India, en toename (bij matige klimaatverandering en mitigatie) in koudere gebieden door een verlenging van het groeiseizoen. Netto kan het positief of negatief uitvallen voor een lage temperatuurstijging, en wordt een afname verwacht bij hogere waarden (> 2 °C) van temperatuurstijging.
Het smelten van ijs in verschillende gebieden heeft ook positieve effecten: er komen natuurlijke grondstoffen bij de polen vrij voor ontginning, zoals olie. De Noordwestelijke Doorvaart in Canada komt vrij, waardoor schepen aan de noordkant om het Amerikaanse continent kunnen varen.
Ondanks de toename van het aantal natuurrampen, daalt het aantal dodelijke slachtoffers. Per miljoen mensen vielen in de jaren twintig van de 20e eeuw nog 241 doden door natuurrampen, terwijl in de jaren nul van de 21e eeuw per miljoen mensen er nog maar vijf omkwamen door natuurgeweld.

#### Effecten op de gezondheid
De veranderende hydrologische cyclus, zoals veranderingen in neerslag en het smelten van gletsjers, heeft invloed op de beschikbaarheid en kwaliteit van drinkwater. Het aantal mensen dat getroffen wordt door overstromingen zal mogelijk toenemen van 13 miljoen naar een kleine 100 miljoen per jaar, door de stijging van de zeespiegel. Laag liggende eilandstaten zoals de Maldiven en Tuvalu lopen het risico om onbewoonbaar te raken. De toegenomen schaarste ten gevolge van klimaatverandering verhoogt de kans op lokale conflicten en op oorlogen tussen staten. Een voorbeeld hiervan zijn de internationale spanningen in Afrika over het gebruik van het Nijlwater. Migratiestromingen kunnen worden ook beïnvloed worden door voorgenoemde effecten.
Infectieziekten zoals malaria en knokkelkoorts kunnen vaker voor gaan komen, doordat hun vectoren een groter leefgebied krijgen. Het risico op sterfte en ziekte door hitte, ondervoeding en bosbranden neemt spectaculair toe. Vooral Australië, Californië en Zuid-Europa behoren tot de risicogebieden voor bosbranden tijdens periodes van droogte.
In sommige landen zal de sterfte door koude afnemen.
Een internationale onderzoeksgroep volgt in The Lancet Countdown sedert 2015 de gezondheidseffecten van de klimaatopwarming. De groep waarschuwt voor verregaande risico’s, waarvan vooral kinderen en ouderen het slachtoffer dreigen te worden.
Hogere temperaturen verhogen de kans op doden ten gevolge van oververhitting. Niet alleen de temperatuur, maar ook de combinatie van een hoge temperatuur en een hoge luchtvochtigheid, kunnen leiden tot situaties waarin de leefbare waarden worden overschreden. Het is de verwachting dat dit soort situaties, waarin de natteboltemperatuur de 35 graden overschrijdt, vaker zal voorkomen.

## Nederland en België
Hoewel ontwikkelingslanden het meest kwetsbaar zijn, zijn ook in Nederland en België de gevolgen van klimaatverandering meetbaar. In Nederland is de opwarming sinds 1950 twee keer zo snel verlopen als het wereldwijde gemiddelde. Naast hogere temperaturen en een stijgende zeespiegel zal Nederland te maken krijgen met nattere winters en hevigere hagel- en onweersbuien. Ook zal het aantal dagen met mist afnemen. Andere voorspelde veranderingen in het klimaat zijn afhankelijk van de verschillende scenario's die het KNMI hanteert: De G-scenario's (G van gematigd) gaan uit van 1,5 °C toename van de gemiddelde wereldtemperatuur in 2085 ten opzichte van 1990, en de W-scenario's (W van warm) van 3,5 °C. Klimaatmodellen laten zich niet eenduidig uit over de windrichting in het toekomstig klimaat in Noordwest-Europa. Sommige voorzien een verandering van de overheersende windrichting. Daarmee is rekening gehouden in de GH- en WH-scenario's. In deze 'H'-scenario's zijn de zomers droger en is de gemiddelde jaartemperatuur iets hoger.

### Gevolgen
Een toename van de hoeveelheid neerslag heeft grote gevolgen voor de rivieren. Rivieren in Nederland en België zullen mogelijk 's winters meer en 's zomers juist minder water afvoeren. Om schade door overstromingen te voorkomen, wordt het ruimtegebruik daar op ingesteld. Tegelijkertijd is er toenemende zorg over woningbouw in de uiterwaarden van rivieren die in de toekomst steeds meer water te verstouwen krijgen.
Daarnaast heeft de stijging van de zeespiegel gevolgen voor de kustbescherming. Door verzilting kan de landbouwproductie in de kuststreken achteruit gaan. De Waddenzee zal mogelijkerwijs niet meer grotendeels droog komen te liggen bij eb, wat verregaande gevolgen kan hebben voor het lokale ecosysteem.
Positieve gevolgen zullen er ook zijn, zoals een toename van de landbouwproductie door een verlengd groeiseizoen. Extreme weersomstandigheden zoals droogte en extreme regenval veroorzaken echter soms kleinere oogsten van groenten en fruit, waardoor de voedselprijzen stijgen.
Ook zal het aantal gunstige recreatiedagen toe kunnen nemen.
Ecosystemen veranderen omdat door de veranderende externe omstandigheden bepaalde dier- en plantensoorten zich beter, of juist minder goed, kunnen handhaven. Een toename van uitheemse dier- en plantensoorten (exoten) valt te verwachten, voorbeelden hiervan zijn de eikenprocessierups en de wespenspin. Andere soorten uit zuidelijker streken rukken op en vestigen zich in Nederland en België, zoals de bijeneter, terwijl soorten die vroeger in Nederland of België overwinterden, zoals de bonte kraai, verdwijnen.

## Maatregelen
Er zijn verschillende mogelijkheden om schade door de opwarming van de Aarde te beperken. Men kan de oorzaak ervan aanpakken: mitigatie, en men kan zich aanpassen aan de gevolgen van de opwarming van de Aarde: adaptatie. Ook bestaat de mogelijkheid om grootschalig aan het klimaat te knutselen: geo-engineering.

### Mitigatie

Deze figuur geeft de snelheid weer waarmee de wereldwijde CO_{2}-uitstoot na 2024 moet dalen om de wereldwijde temperatuurstijging te beperken tot 1,5, 1,7 of 2,0 graden Celsius, zonder afhankelijk te zijn van netto negatieve emissies.

Klimaatmitigatie wordt gedefinieerd als een menselijke interventie om het vrijkomen van broeikasgassen uit bronnen te verminderen en de werking van zogenoemde putten te versterken. Met een put bedoelt men ieder proces, activiteit of mechanisme dat broeikasgassen, aerosolen, of wat daaraan voorafgaat, uit de atmosfeer haalt. Voorbeelden van natuurlijke putten zijn de oceanen en bossen die door hun opname van warmte en CO2 als een natuurlijke hitte- en koolstofput kunnen dienen.
De volgende maatregelen worden onder mitigatie geplaatst: het verminderen van energieverbruik door energiebesparende maatregelen te nemen, zoals het verminderen van consumptie (consuminderen of consumanderen) en een verhoogde energie-efficiëntie; gebruik te maken van minder milieubelastende vormen van energie, zoals duurzame energie en kernenergie; en door CO2 direct bij verbranding van fossiele brandstoffen of biobrandstoffen op te vangen en op te slaan. Het is niet helemaal duidelijk wanneer het versterken van putten onder mitigatie, en wanneer dit onder geo-engineering valt.

### Adaptatie
Een andere maatregel is adaptatie, wat wordt gedefinieerd als: "het proces van aanpassen aan huidige of verwachte klimaatverandering". In menselijke systemen houdt dit in dat schade wordt beperkt, en dat voordelen kunnen worden benut. In natuurlijke systemen kunnen mensen de veranderingen faciliteren. Een gerelateerde term is de adaptatiecapaciteit: de mogelijkheid van systemen, organisaties, mensen en andere organismen om zich aan te passen aan de opwarming van de Aarde. Deze adaptatiecapaciteit kan onder andere verhoogd worden door betere socio-economische omstandigheden.
Er bestaat een relatie tussen mitigatie en adaptatie. Sommige adaptatiemaatregelen, zoals het inzetten van ventilatoren om gebouwen te koelen, werken tegen mitigatie in. Bij andere maatregelen, zoals koude-warmteopslag waarbij huizen in de zomer worden gekoeld en in de winter worden opgewarmd door in de grond opgeslagen water, werken mitigatie en adaptatie elkaar juist in de hand.

### Geo-engineering
Geo-engineering, ook wel klimaat-engineering genoemd, is het opzettelijk grootschalig aanpassen van het klimaat. Er zijn twee categorieën te onderscheiden: management van zonnestraling en verwijdering van CO2 uit de lucht. Voorbeelden van beide zijn respectievelijk reflecterende sulfaatdeeltjes in de stratosfeer injecteren, en de Sahara vol planten met bomen. In 2014 verscheen er een onderzoek naar een aantal veel genoemde methodes en concludeerde dat alle ofwel ineffectief waren, ofwel zeer grote bijwerkingen hadden en bij abrupt stoppen tot grotere opwarming zouden leiden dan in het geval dat er geen geo-engineering had plaatsgevonden.

## Publieke discussie en politiek bewustzijn

### 1960-1979
Een adviescommissie van de Amerikaanse president waarschuwde in 1965 dat "het broeikaseffect een zaak van grote zorg is" ("a matter of "real concern").
Een van de eerste internationale fora waar de klimaatverandering als beleidsthema naar voren kwam, was de Conferentie van de Verenigde Naties over het Menselijk Leefmilieu in Stockholm van 5-16 juni 1972 (UNCHE). Als gevolg hiervan werd het VN-Milieuprogramma (UNEP) opgericht, onder leiding van conferentievoorzitter Maurice Strong. In 1979 volgde de eerste van een reeks Wereldklimaatconferenties, georganiseerd door de Wereld Meteorologische Organisatie.

### 1980-1999
Het idee van een opwarmende Aarde verspreidde zich gedurende de jaren 80 richting het publiek domein. In 1981 had ongeveer een derde van de Amerikaanse bevolking gehoord over het broeikaseffect en had de krant New York Times voor het eerst een artikel over klimaatopwarming op haar eerste pagina. Op 8 december 1981 zond de Britse tv-zender ITV een voor die tijd baanbrekende documentaire uit over de klimaatverandering: “Warming Warning”.
Na de eerste conferenties van de jaren 1970-1979 vonden tussentijdse conferenties plaats in 1985, 1987, en in 1988 op de Conferentie van Toronto. In 1990 kwam er een tweede editie van de Wereldklimaatconferentie.
In 1988 nam het aantal artikelen in Amerikaanse kranten over klimaatopwarming met een factor tien toe in vergelijking met het jaar daarvoor. Voor veel milieuorganisaties werd de afname van broeikasgasuitstoot een van de topprioriteiten.
In hetzelfde jaar werd het Intergovernmental Panel on Climate Change (IPCC) gevormd om wetenschappelijke informatie te verzamelen met betrekking tot klimaatverandering.
Op 8 november 1989 hield Margaret Thatcher een toespraak voor de Algemene Vergadering van de Verenigde Naties waarin zij langdurig stilstond bij de milieu- en klimaatproblematiek waar de wereld mee te maken had en zou krijgen. Ze bevestigde dat zonder een natuurlijk broeikaseffect er geen ontwikkeld dierlijk leven en dus evenmin mensen zouden zijn en dat er ook natuurlijke oorzaken voor klimaatverandering zijn. De snelle bevolkingsexplosie en industrialisatie heeft echter een steeds duidelijker impact. Er is een voortdurende toename van CO2 in de atmosfeer en tegelijkertijd wordt veel oerwoud gekapt. Thatcher gaf blijk op de hoogte te zijn van de gevolgen (smelten) van de uitstoot van broeikasgassen voor het poolijs. Zij pleitte voor grootschalige actie en ook voor een wereldconventie over de verandering van het klimaat in 1992 in het kader van de VN.

### 2000-2019

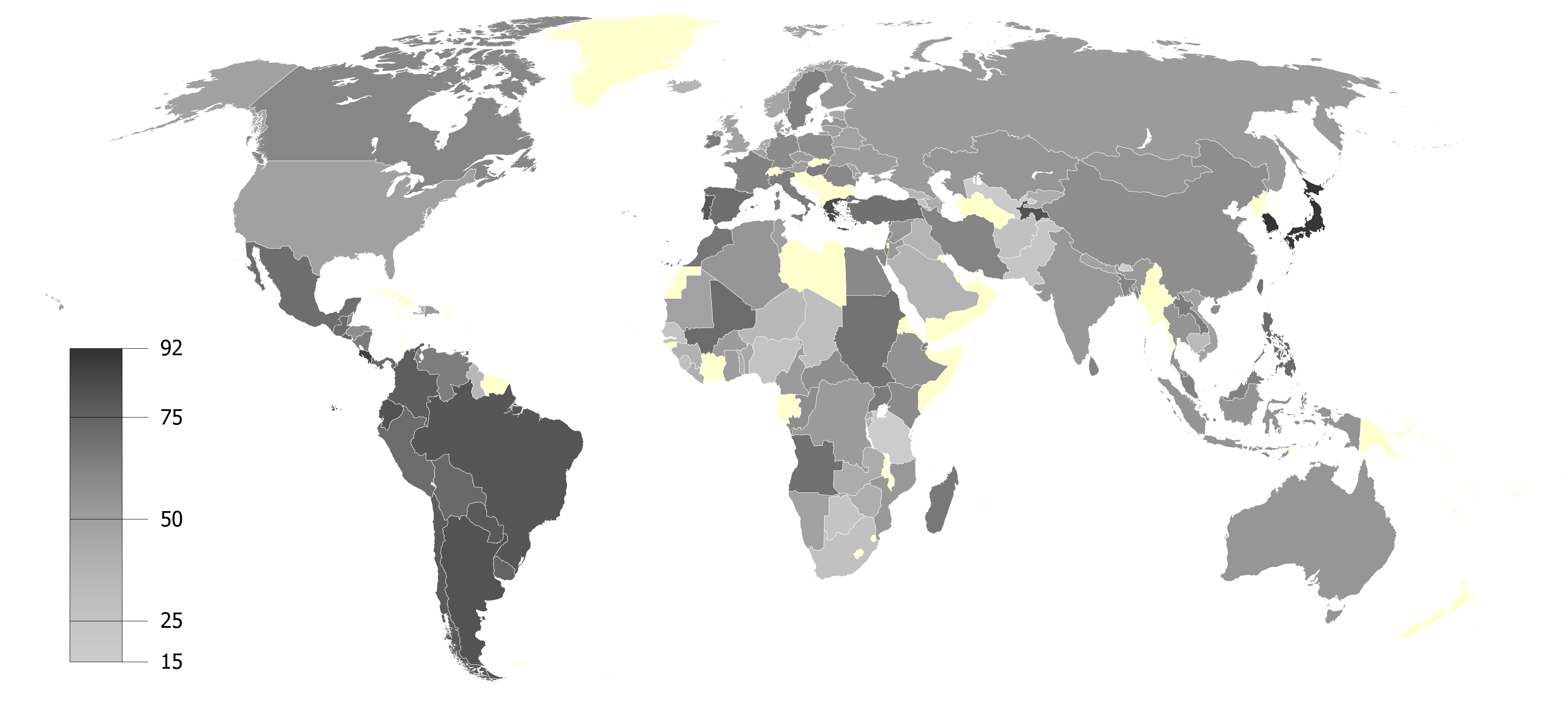
Percentage van de mensen dat in 2008 en 2009 dacht dat de opwarming van de Aarde alleen veroorzaakt wordt door menselijk handelen, per land. Van de onderzochte Europese landen, was het percentage in Nederland het laagst.

De publiciteit van het Protocol van Kyoto in 2005 bracht de opwarming van het klimaat naar een breder publiek debat. De film An Inconvenient Truth van Al Gore zorgde er in 2006 voor dat vrijwel iedere Amerikaan gehoord had over de opwarming van de Aarde. Tegelijkertijd ontstond er een tegenbeweging vanuit bedrijven met economische belangen in de status quo, zoals oliebedrijven, tezamen met voornamelijk Amerikaanse conservatieve denktanks die de nadruk legden op de voordelen die klimaatverandering met zich mee brengt. Ook stellen deze organisaties dat vaak voorgestelde maatregelen tegen de opwarming van de Aarde meer schade aanrichten dan oplossen, bijvoorbeeld op economisch gebied. In 2009 kwam er een derde Wereldklimaatconferentie.
Ondanks de toegenomen belangstelling in de westerse wereld bleek in 2009 dat ongeveer een derde van de wereldbevolking zich nog steeds niet bewust was van de opwarming van de Aarde. In 2009 dacht in Europa een groter percentage van de bevolking dat de opwarming van de Aarde het gevolg is van menselijk handelen, dan in de Verenigde Staten. Volgens Gallup-polls over 2007 en 2011 ziet 42% van de wereldbevolking de opwarming van de Aarde als een persoonlijke bedreiging. In 2014 bleek uit onderzoek door Ipsos MORI dat in alle twintig onderzochte landen de meerderheid dacht dat de opwarming van de Aarde door menselijke activiteit wordt veroorzaakt en dat deze opwarming rampzalige gevolgen kan hebben voor het milieu. In voornamelijk Engelstalige landen bleek de wetenschappelijke consensus het minst algemeen aanvaard te zijn.
In november 2018 waarschuwden de Verenigde Naties in het jaarlijkse Emissions Gap Report dat een verdrievoudiging van de wereldwijde inspanningen nodig was om de opwarming van de Aarde te beperken tot 2,0 °C. Ook bleek dat in 2017 de CO2-uitstoot na enkele jaren stabiel te zijn geweest weer was toegenomen. De CO2-uitstoot moet in 2030 tussen de 25 en 50 procent zijn verminderd ten opzichte van 2017, om de opwarming beperkt te houden tot 2,0 °C respectievelijk 1,5 °C. Het VN-Milieuprogramma heeft gewaarschuwd dat het onmogelijk zal zijn om de opwarming onder de 2,0 °C te houden wanneer pas in 2030 serieuze uitstootvermindering plaatsvindt.

### 2020-2039
In een bevraging van de Britse krant The Guardian in mei 2024 waren honderden klimaatwetenschappers van oordeel dat de planeet afstevent op minstens 2,5°C opwarming tegen het einde van de eeuw, met rampzalige gevolgen voor de mensheid.
De Vlaamse kinderrechtencommissaris Caroline Vrijens schreef in 2023 dat de klimaatcrisis in de eerste plaats een jongeren- en kindercrisis is, vermits vooral diegenen die in de 21e eeuw geboren werden - en zullen worden - de zwaarste gevolgen van deze crisis zullen moeten dragen. Die generatie zal niet anders kunnen dan de schade voor de mensheid te beperken.
Op 23 juli 2025 oordeelde het Internationaal Gerechtshof in Den Haag dat landen  de plicht hadden om het klimaat te beschermen en zo de planeet ook voor de toekomstige generaties leefbaar te houden. Meer concreet hield dit in dat individuele staten daadwerkelijk aansprakelijk konden worden gehouden voor schade veroorzaakt door de klimaatverandering, bijvoorbeeld als er te weinig werd ondernomen om de uitstoot van broeikasgassen terug te dringen. De rechtszaak hierover was aangespannen door de eilandstaat Vanuatu, waarvan het voortbestaan als gevolg van de zeespiegelstijging wordt bedreigd.

### Acties en het ontstaan van een klimaatbeweging

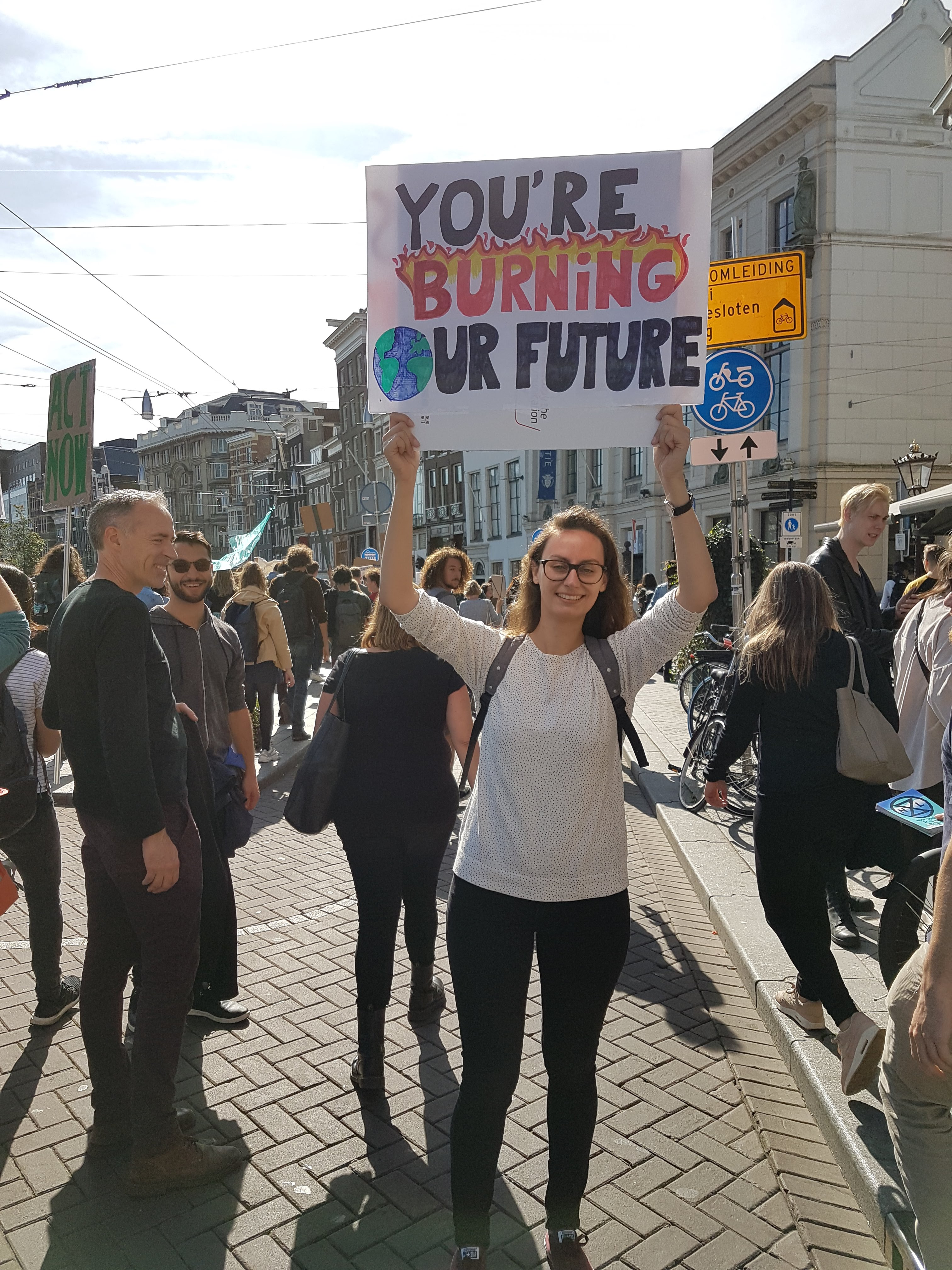
Protest in Amsterdam, 20 september 2019

## Internationale afspraken

Landen naar Climate Change Performance Index, die bestaat uit de volgende onderdelen: uitstoot broeikasgassen (40%), hernieuwbare energie (20%), energieverbruik (20%) en klimaatbeleid (20%).

### Protocol van Kyoto

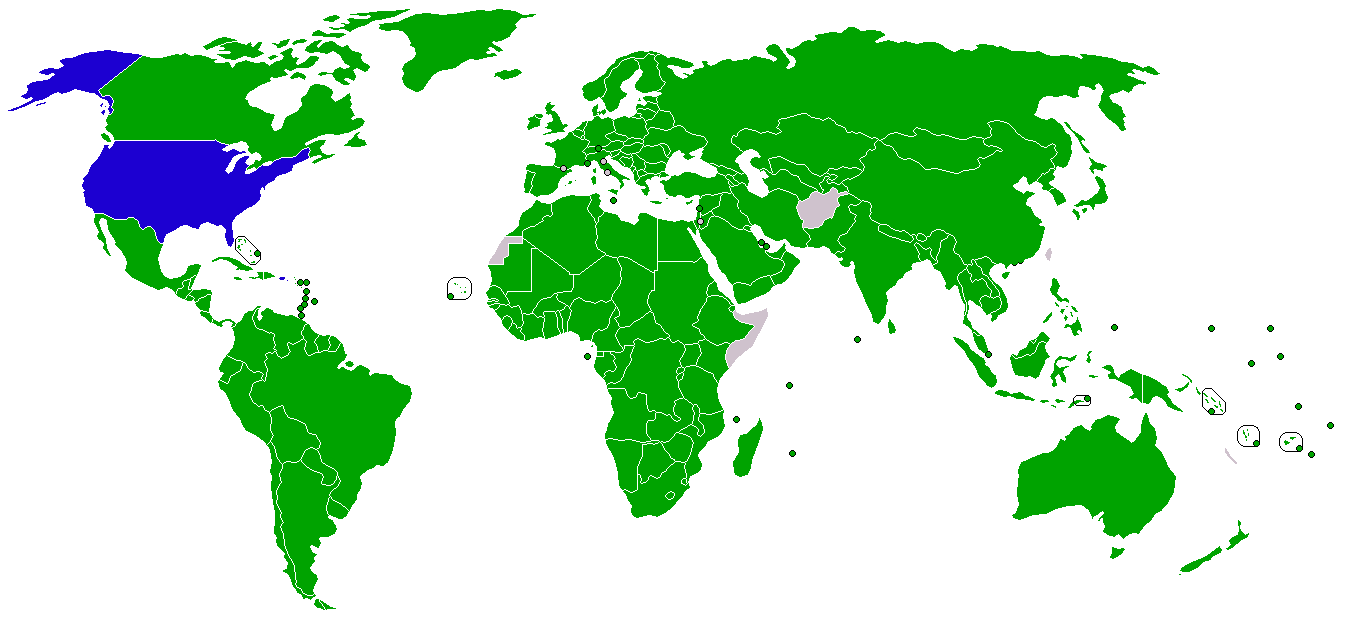
Deelnemers (in groen) aan het Protocol van Kyoto in 2009.